# Matthias Konrath
Matthias Konrath (* 9. März 1843 in Imst; † 7. Dezember 1925 in Greifswald) war ein österreichisch-deutscher Anglist.

## Leben
Matthias Konrath, Sohn eines Waldbauern, studierte ab dem Wintersemester 1862/63 an der Universität Innsbruck Anglistik, Germanistik und Klassische Philologie und wurde zu Beginn des Studiums Mitglied des Corps Rhaetia. Zum Sommersemester 1865 wechselte er zur Fortsetzung seiner Studien an die Universität Wien. Von 1874 bis 1882 arbeitete er in Wien als Mittelschullehrer für Deutsch und Englisch. Während dieses Zeitraums wurde er 1878 zum Dr. phil. promoviert.
1882 wurde er Nachfolger von Hermann Varnhagen als außerordentlicher Professor für Anglistik an der Universität Greifswald. Hier wurde er Leiter der englischen Abteilung des im selben Jahr eingerichteten Seminars für Neuerer Philologie. 1903 erfolgte seine Berufung zum ordentlichen Professor, zunächst mit einem persönlichen Ordinariat, ab 1908 dann als etatmäßiger Ordinarius für englische Philologie. 1910/11 war er Dekan. 1911 wurde ein eigenständiges Englisches Seminar gebildet, dessen erster Direktor Konrath wurde. 1914 wurde er emeritiert, vertrat aber während des Ersten Weltkriegs zeitweise seinen Nachfolger Heinrich Spies.
Schwerpunkte seiner wissenschaftlichen Arbeit waren die historische Grammatik des Englischen und die Erforschung des kentischen Dialekts des Mittelenglischen.
Der Akademisch-Neuphilologische Verein Greifswald (seit 1909 Neuphilologische Verbindung Greifswald) im WKV ernannte Bernheim zum Ehrenmitglied.

## Auszeichnungen
- 1912: Ernennung zum Geheimen Regierungsrat

## Schriften
- Beiträge zur Erklärung und Textkritik des William von Shorham. 1878.
- Zur Laut- und Flexionslehre des Mittelkentischen. In: Archiv für das Studium der neueren Sprachen und Literaturen. 88, 1892 und 89, 1893.
- Zur Textkritik Williams von Shorham. In: Englische Studien. 43, 1910/11.
- Eine altenglische Vision vom Jenseits. In: Archiv für das Studium der neueren Sprachen und Literaturen. 139, 1919.